# 제천 청풍 팔영루
제천 청풍 팔영루(堤川 淸風 八詠樓)는 충청북도 제천시 청풍면 물태리에 있는 조선시대의 건축물이다. 1976년 12월 21일 충청북도의 유형문화재 제35호 청풍팔영루(淸風八詠樓)로 지정되었으나, 2013년 1월 18일 현재의 문화재 명칭으로 변경되었다.

## 개요
옛 청풍부를 드나드는 관문이었던 누문으로 고종(재위 1863∼1907) 때의 부사 민치상이 청풍 8경을 노래한 팔영시로 인하여 팔영루라 불리게 되었다. 조선 숙종 28년(1702)에 부사 이기홍이 현덕문이라고 한 자리에 고종 7년(1870) 부사 이직현이 다시 지었다. 충주댐 건설로 인하여 1983년 지금 위치로 옮겨 지었다.
앞면 3칸·옆면 2칸 규모이며, 지붕의 옆면이 여덟 팔(八)자 모양인 팔작지붕집이다. 안에는 마루를 깔고 난간을 둘렀다.

## 현지 안내문
이곳은 청풍부를 출입하는 관문이다.'현덕문'이란 현판이 걸려 있다.
처음 지은 시기는 알 수 없으나, 고종 7년(1870)에 세운 '팔영루사적비'에 의하면, 숙종28년(1702)에 부사 이기홍이 중건하고 현덕문이라 한 것을, 고종 7년에 부사 이직현이 중수하고 사적비를 세웠다. 그 후 부사 민치상이 청풍팔경을 시제로 한 팔영시가 있어 팔영루라 부르게 되었다. 본래는 읍리 286번지의 청풍 북쪽에 있었으나, 1983년 충주댐의 건설로 인하여 지금의 자리로 옮겨 복원하였다.
2.2m의 석축 기단을 쌓고 그 중앙에 4각의 문을 내고 문천장에는 호랑이 그림이 그려져 있다. 기단 위에 전면 3칸, 측면 2칸의 팔작 지붕의 다락집을 세웠다.

## 참고 자료
- 제천 청풍 팔영루 - 국가유산청 국가유산포털